# チビオカレハカメレオン属

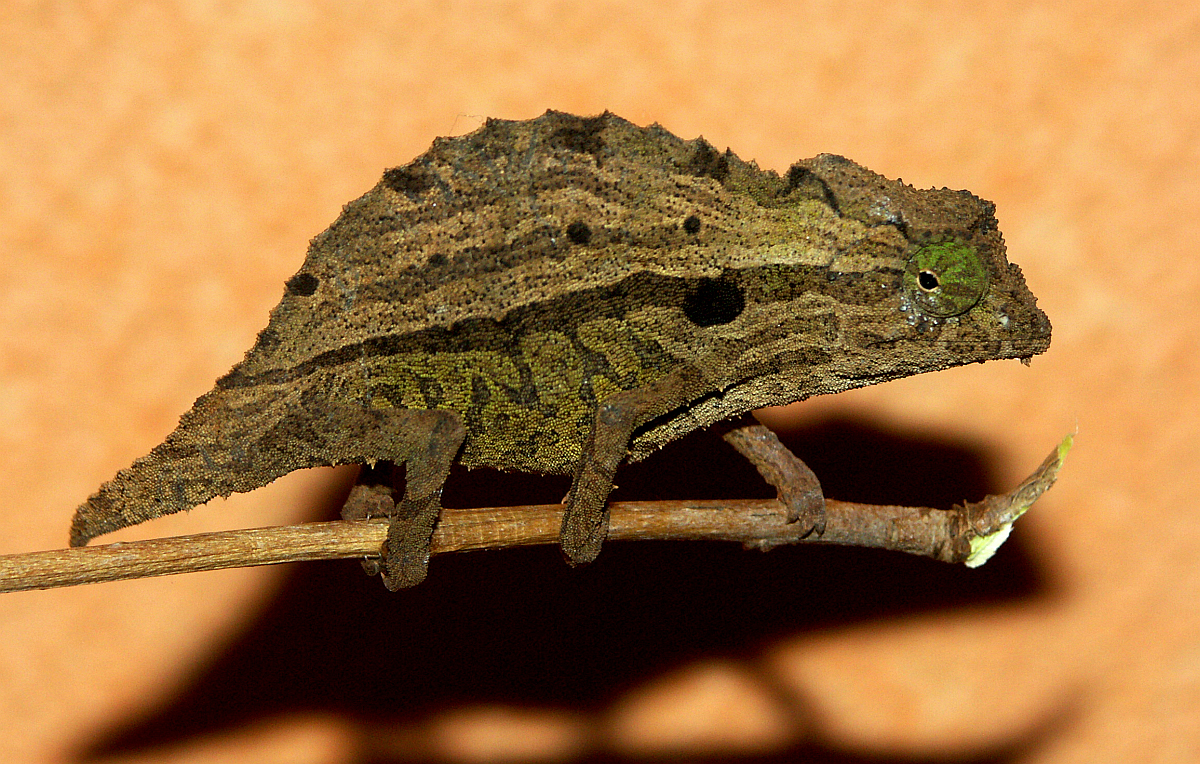
ヒゲカレハカメレオン
斑紋が浮き出た状態

チビオカレハカメレオン属（チビオカレハカメレオンぞく、Rieppeleon）は、カメレオン科に属するは虫類の一群。小型で尾の短い、枯れ葉のような形のものを含む。かつてはカレハカメレオン属 Rhampholeon に含まれ、後に独立群とされた。現在日本でカレハカメレオンとして流通しているものの多くはこれに含まれる。

## 概説
カメレオン科の中にあって一般的なカメレオンとは印象がかなり異なる群であるヒメカメレオン亜科に含まれる。小型で尾が短く、身体はほぼ褐色をしており、外見は枯れ葉に似ている。長らくカレハカメレオン属にまとめられていたが、2009年に独立群とされた。カレハカメレオン属とは別のクレードにはいることが遺伝子情報から示されている。
アフリカ東部の低地に分布し、森林からサバナ、海岸近くの低木林などの地表近くに生活する。この属に含まれるヒゲカレハカメレオンは、日本でカレハカメレオンの名の下で流通するものの中心となっている。

## 特徴
いずれも全長数cmのごく小型種であり、最も大きいものでも10cmを超えない。主要な特徴はカメレオン類に共通するが、この属とカレハカメレオン属のものは身体が左右に扁平で、尾が短く、典型的なカメレオンのように枝に巻き付けたりは出来ない。そのため外見が枯れ葉に似て見え、擬態しているのだとも言われる。特に本属のものはカレハカメレオン属よりさらに尾が短い種が多い。ただしカルステンカレハカメレオンはやや細長い体格で、むしろヒメカメレオン属に似る。
体色は褐色系統が主で、気分や周囲の条件によっては黒褐色から明るい黄褐色程度まで変化し、斑模様が出ることもある。特に身体に平行に褐色の条班が出るのはこの属に特徴的で、カレハカメレオン属のものでは斜めに出る。

## 分布および生息環境
アフリカ中部東岸地域に分布する。低地の森林やサバンナ、海岸近くの低木林などに生息する。低木や草本、それに落葉層など地表近くで生活する。タンザニア東部のカレハカメレオン類の研究では、この属に含まれる3種がこの地域に全て生息し、もっとも普通であるヒゲカレハカメレオンでは生息地の最高標高は1200mであった。

## 生態
樹上ではなく、下草層や地表の落ち葉層などに生息する。舌を伸ばし、昆虫やクモ類などを捕食する。動きは概して遅い。
雌雄の差はあまり大きくない。卵生で、雌は地表に浅く穴を掘り、せいぜい数卵を産み込む。

## 分類

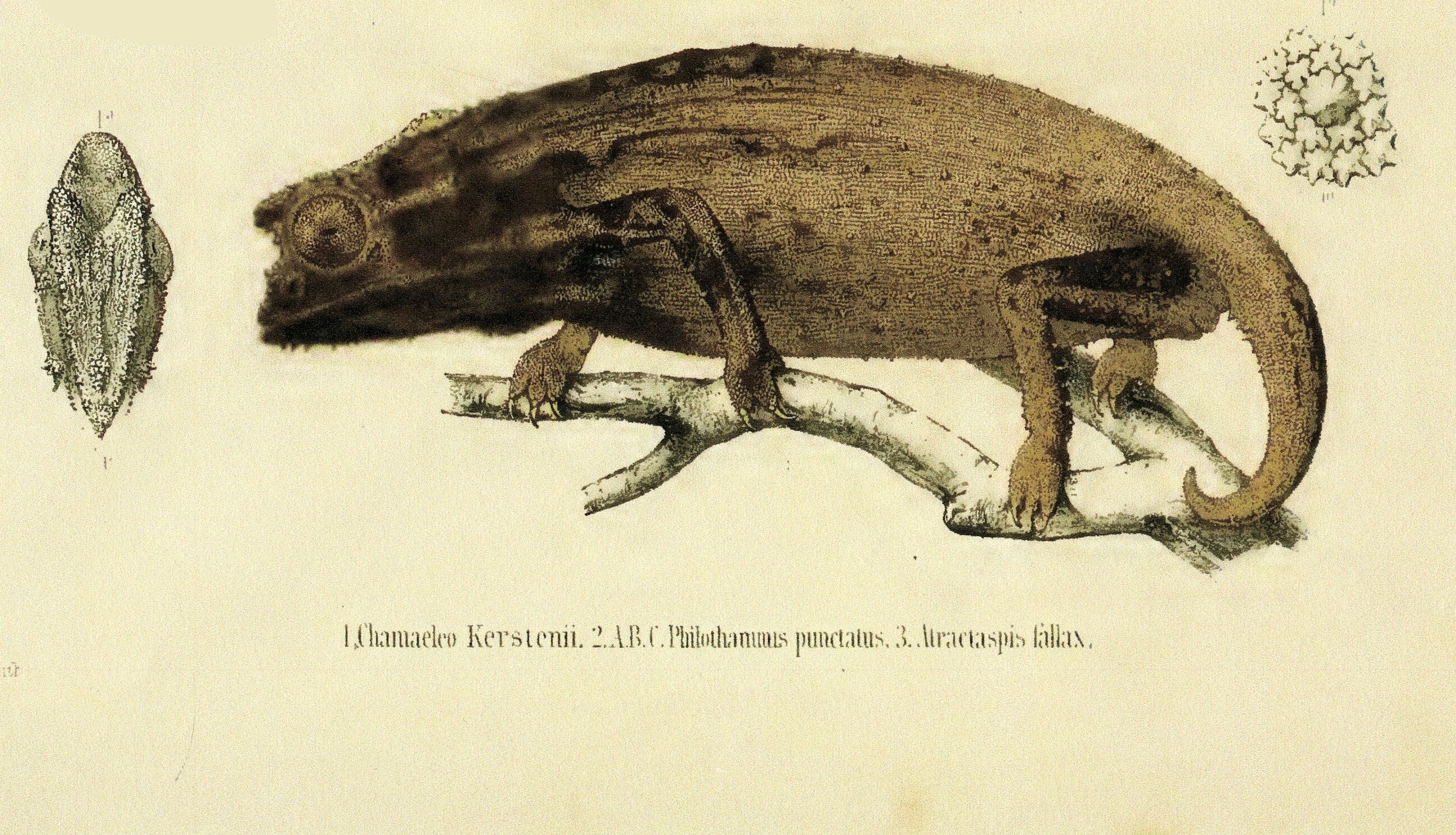
カルステンカレハカメレオン

細部の形態に関する研究からカレハカメレオン属に二つの群が含まれているのではないかとの判断があり、分子系統の情報により、2004年にこの属から三種が別属として独立したのがこの属である。この属のものでは、一部の特徴はカレハカメレオン属より、より原始的とされるマダガスカルのヒメカメレオン属と共通する。この三種は低地の乾燥域に分布し、他の種が標高の高い森林地域に生息するのとは分布や生息環境としてもやや離れている。この両者は350万年ほども前に分岐したものと考えられる。300万年頃以降は低地の生息環境はこの属に占有され、その分布や種分化はその後の海進海退などの影響を受けてきたと考えられる。タイプ種はカルステンカレハカメレオンである。Mariaux & Tilbury(2006)はタンザニア東部のこの類の報告の中で、この地域のカレハカメレオン類の検索表を示している。そこではこの属とカレハカメレオン属との区別点として、足裏の鱗が鋭く尖っていることを挙げている。
現在この属には以下の三種が含まれている。
- Rieppeleon　チビオカレハカメレオン属
  - Rieppeleon kerstenii　カルステンカレハカメレオン
  - Rieppeleon brevicaudatus　ヒゲカレハカメレオン
  - Rieppeleon brachyurus　タンビカレハカメレオン

なお、カメレオン科全体に渡る系統樹では、この属はカレハカメレオン属とは単系統をなさず、カメレオン亜科全体を含むクレードに収まるとのデータもある。

## 利用
ペットとして飼育されることがある。日本では特にヒゲコノハカメレオンの流通量が多い。コノハカメレオンと呼ばれるものはこの種であることが多く、あるいは他の名で売買されているものにも、この種がかなり混じっているという。名称的にはカレハカメレオン属のものとの混乱もある。
飼育はカメレオン類としては比較的容易で、水槽でも飼育が可能である。低地性であるだけに高温や乾燥にもやや強い。飼育下で産卵孵化を見ることは希でない。ただし幼い子は小さく、餌の確保は困難となる。市場としても累代飼育が出来て人工繁殖の子が出回るとほどのことにはなっていない。